# 라미 아슈르
라미 모하메드 아슈르(영어: Ramy Mohamed Ashour, 1987년 9월 30일~)은 이집트의 프로 스쿼시 선수이다. 2009년 사우디 인터내셔널 스쿼시 토너먼트에서 닉 매튜를 꺾고 우승하면서 2010년 1월 세계 랭킹 1위에 올랐다. 그는 22세에 세계 랭킹 1위에 올라 칸 시대 이후 최연소 세계 랭킹 1위가 되었으며, 그 이전에는 월드 쥬니어 스쿼시 챔피언 타이틀을 세계 최초로 2회 획득하기도 했다. 그는 월드 오픈을 비롯한 수많은 대회에서 우승하였으며, 현재까지 세계 랭킹 1위 자리를 지키고 있다.